# Tito Angelini

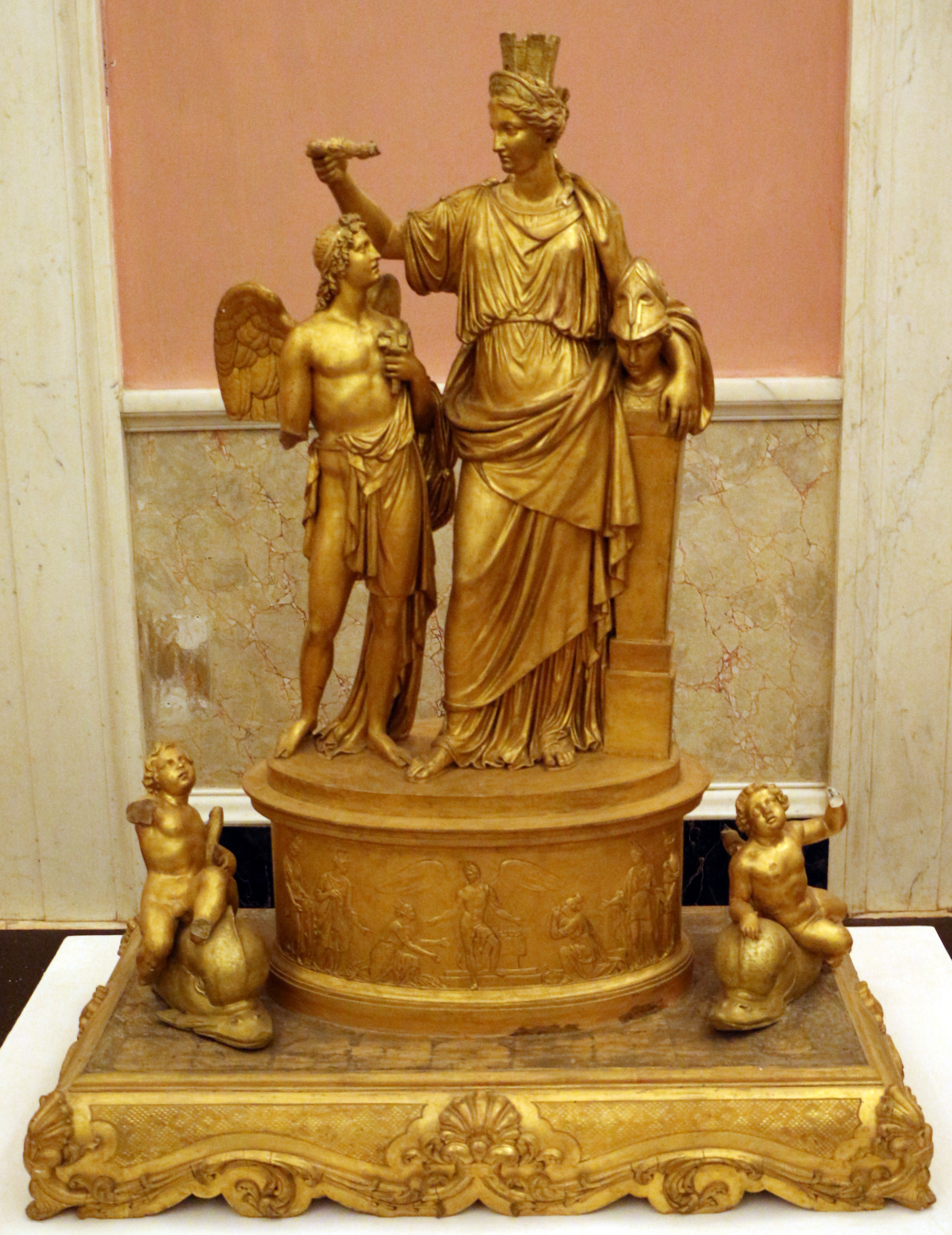
Parténope (como personificación del Reino de las Dos Sicilias) corona al genio de las artes (1840, yeso dorado), de Tito Angelini.

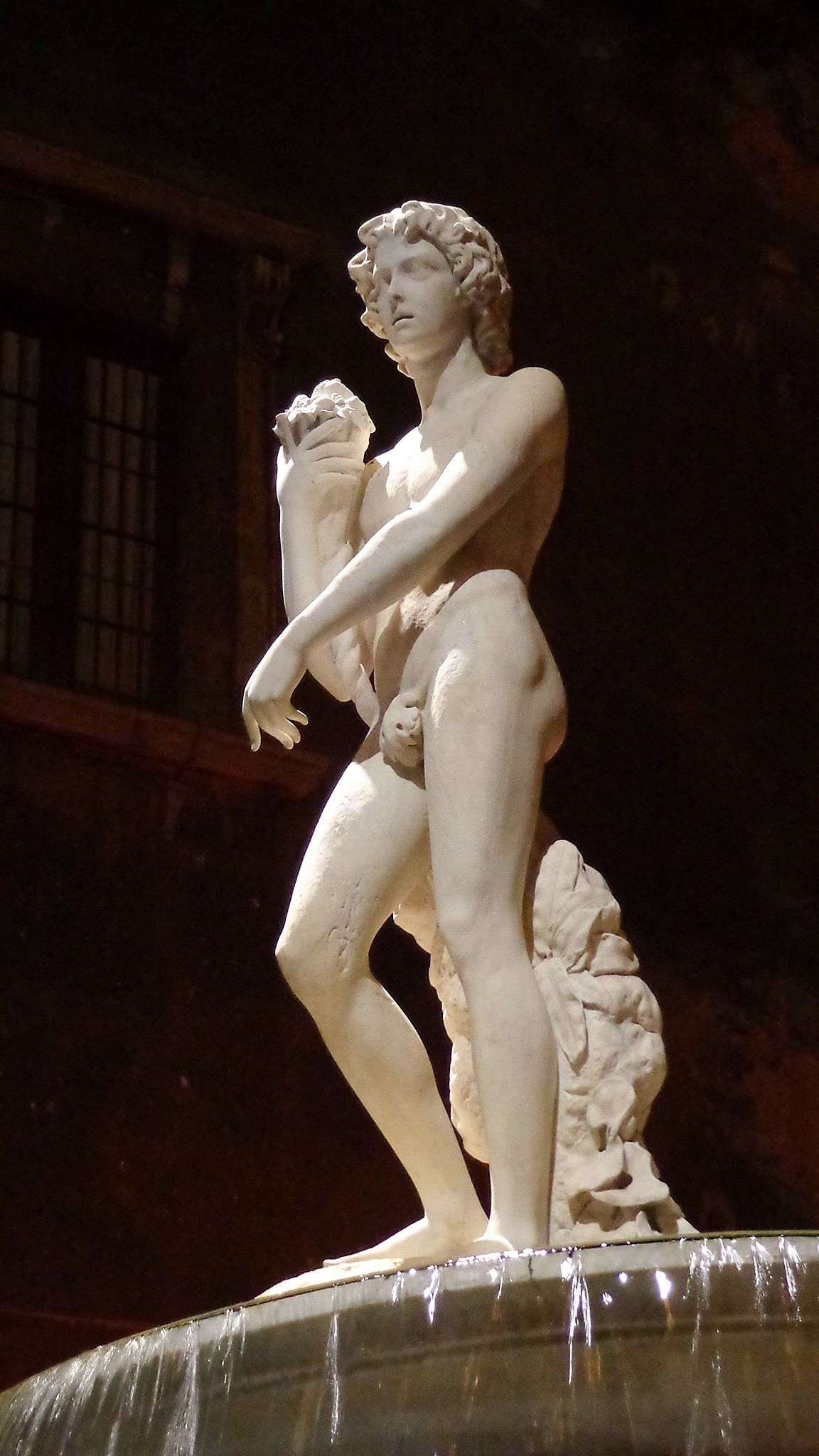
Detalle de la alegoría del río Amenano en una fuente de Catania.

Tito Angelini (Nápoles, 10 de marzo de 1806 - Nápoles, 9 de febrero de 1878) fue un escultor italiano, activo especialmente en su ciudad natal. Hijo del pintor Costanzo Angelini, estudió en la Academia de Bellas Artes de Nápoles y después en Roma. Recibió la influencia de los escultores más importantes del momento, como Antonio Canova y Bertel Thorvaldsen.
Realizó numerosos viajes por toda Italia, en los que estableció relaciones con numerosos artistas, entre otros con Pietro Tenerani, Luigi Pampaloni y Lorenzo Bartolini. Su actividad como escultor se desarrolló sobre todo en Nápoles, donde enseñó escultura y fue director de la Escuela de Dibujo.

## Obra en Nápoles
Angelini tuvo gran prestigio en su ciudad y recibió numerosos encargos. En el Palacio Real de Nápoles figuran las imágenes de la Clemencia (en la escalera principal) y de la Inmaculada en la capilla. Otras obras destacadas fueron el sepulcro de Lucia Migliaccio en la iglesia de San Fernando, los monumentos a Saverio Mercadante (en la plaza homónima) y a Paolo Emilio Imbriani (situado en la plaza de Mazzini), la imagen de san Ambrosio en la iglesia de San Francisco de Gaeta y el monumento fúnebre del condottiero Matteo Wade (trasladado de su lugar original y situado hoy en Civitella del Tronto). En el Museo Cívico Filangieri se conservan dos bustos encargados por el príncipe Filangieri que representan a sus padres, el duque de Taormina Carlo Filangieri y su madre Ágata Moncada.
En colaboración con Tommaso Solari (hijo) realizó la estatua de Dante, inaugurada el 13 de julio de 1871, colocada en un pedestal diseñado por el ingeniero Gherardo Rega en la Plaza Dante de Nápoles.

## Obra fuera de Nápoles
En el Palacio Real de Caserta realizó una serie de seis bajorrelieves en la Sala de Alejandro con escenas de la vida de Alejandro Magno. También es suya una de las dos famas aladas con trofeos de la Sala del Trono.
En 1867 realizó la Fuente del Amenano, situada en la plaza del Duomo de Catania.

## Monumento fúnebre
El escultor Francesco Jerace fue el encargado del monumento escultórico en honor de Angelini que se encuentra en el recinto de Hombres Ilustres del Cementerio Monumental de Nápoles.